# Microsoft Lumia 950
O Microsoft Lumia 950 e Microsoft Lumia 950 XL são smartphones com Windows 10 Mobile, desenvolvidos pela Microsoft Mobile. Anunciado em 6 de outubro de 2015 e lançado em 20 de novembro de 2015.  Os smartphones são sucessores do Nokia Lumia 930 e Nokia Lumia 1520, lançados respectivamente em 2014 e 2013. Os dois aparelhos chegaram aos Estados Unidos em novembro de 2015 e no Brasil ainda não possui data para lançamento.

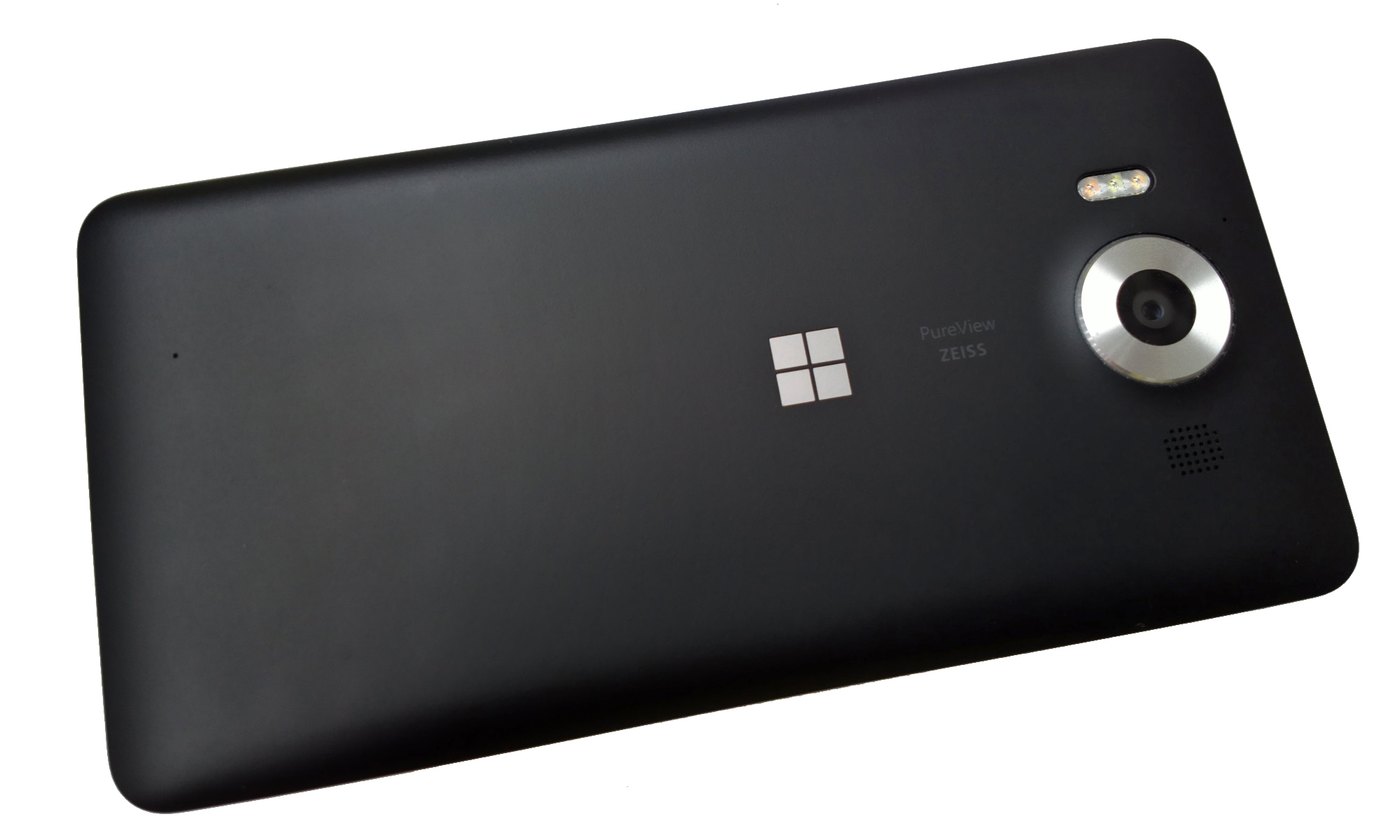
Parte traseira do Microsoft Lumia 950